# Eärendur de Arnor
En el universo imaginario de J. R. R. Tolkien y en los apéndices de la novela El Señor de los Anillos, Eärendur es el décimo y último rey de Arnor. Es hijo de Elendur y nació en Annúminas en el año 640 de la Tercera Edad del Sol. Su nombre procede del quenya y puede traducirse como «sirviente del mar».
Asumió el trono al morir su padre, en el año 777 T. E. y, tras 84 años de reinado y 221 de vida, muere en el año 861 T. E. Sus hijos, debido a las discrepancias existentes entre ellos, decidieron dividir el gran reino de Arnor en otros tres menores: Arthedain, donde gobernó su hijo mayor, Amlaith; Cardolan y Rhudaur. La línea de los Dúnedain solo se mantuvo en el reino de Arthedain.